# Syllepte mundalis
Syllepte mundalis là một loài bướm đêm trong họ Crambidae.